# Они (муниципалитет)
Они (фр. Osny) — муниципалитет во Франции, в регионе Иль-де-Франс, департамент Валь-д'Уаз. Население — 16 274 человек (2006). Муниципалитет расположен на расстоянии около 32 км северо-западнее Парижа, 4 км севернее Сержи.

## Демография
Динамика населения (Cassini и INSEE):